# گوهار گاسپاریان
گوهار میکائیلی گاسپاریان (ارمنی: Գոհար Միքայելի Գասպարյան؛ زاده ۱۴ دسامبر ۱۹۲۴ در قاهره، مصر - درگذشته ۱۶ مه ۲۰۰۷ در ایروان، ارمنستان) یک خواننده اپرا اهل ارمنستان بود.
وی در سال ۱۹۴۸ به ارمنستان شوروی مهاجرت نمود. گاسپاریان در سال ۱۹۴۹ در تالار اپرای ایروان ۲۳ اپرا اجرا نمود. وی همچنین در کنسرواتوار دولتی کومیتاس ایروان تدریس می‌نمود. گوهار در پانتئون کومیتاس که در مرکز شهر ایروان واقع شده‌است به خاک سپرده شد.

## جوایز و افتخارات
وی برنده جوایزی همچون جایزه استالین، جایزه دولتی ارمنستان شوروی، جایزه دولتی اتحاد شوروی، نشان دوستی خلق، نشان لنین، نشان مسروپ ماشتوتس، شهروند افتخاری ایروان (۱۹۸۴)، قهرمان کار سوسیالیست، هنرمند مردمی اتحاد شوروی و هنرمند مردمی ارمنستان شوروی شده‌است.

## نگارخانه

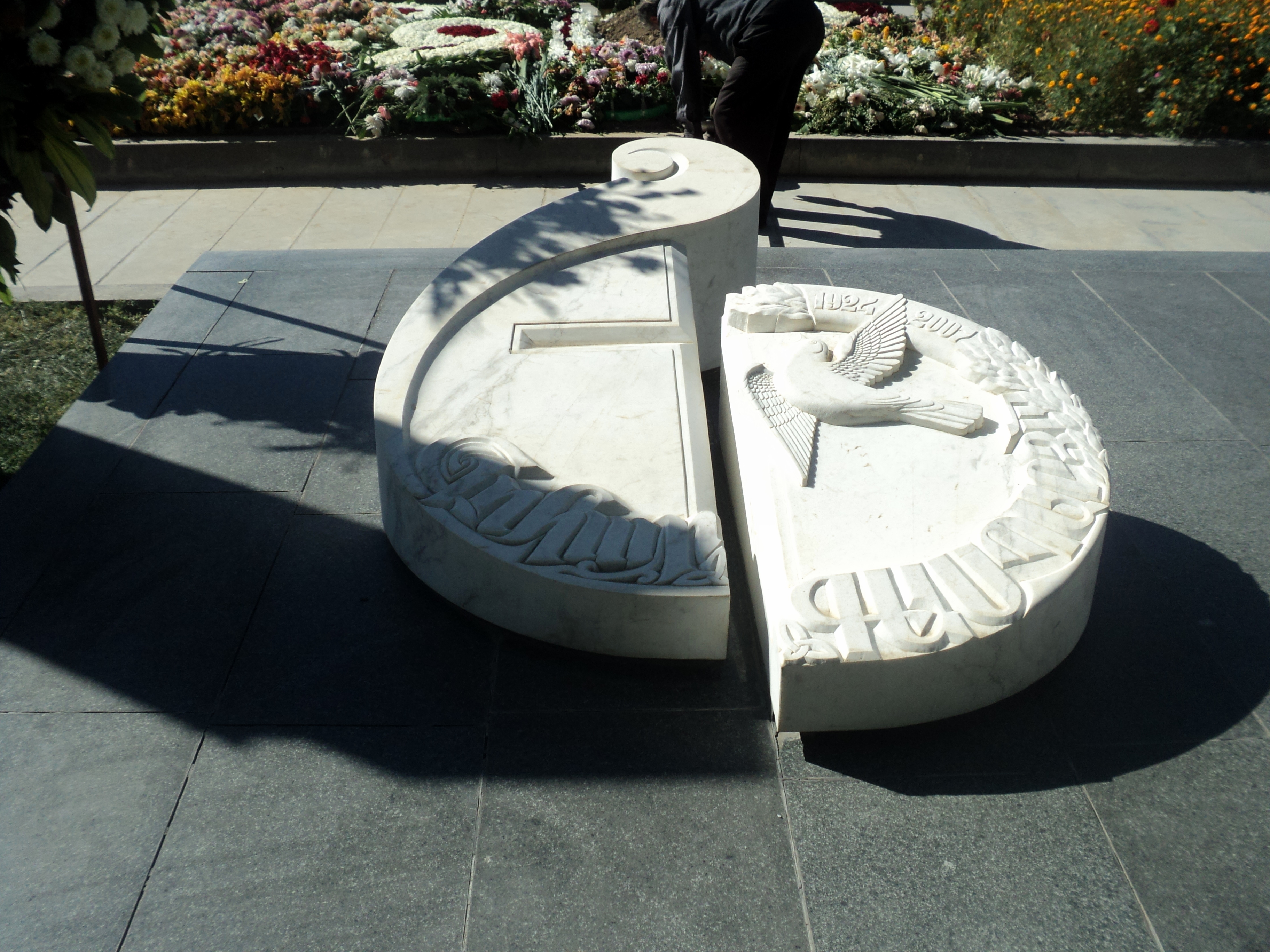